# Lijst van beelden in Eijsden-Margraten
Dit is een (onvolledige) chronologische lijst van beelden in Eijsden-Margraten. Onder een beeld wordt hier verstaan elk driedimensionaal kunstwerk in de openbare ruimte van de Nederlandse gemeente Eijsden-Margraten, waarbij beeld wordt gebruikt als verzamelbegrip voor sculpturen, standbeelden, installaties, gedenktekens en overige beeldhouwwerken.
Voor een volledig overzicht van de beschikbare afbeeldingen zie de categorie Beelden in Eijsden-Margraten op Wikimedia Commons.
| Geplaatst   | Omschrijving                                        | Kunstenaar                             | Straat                            | Plaats         | Materiaal                  | Afbeelding |
| ----------- | --------------------------------------------------- | -------------------------------------- | --------------------------------- | -------------- | -------------------------- | ---------- |
| 1879        | (reliëf)                                            |                                        | Von Geusauplein, kerk             | Eijsden        |                            |            |
| 1882 ?      | OL.Vrouw Onbevlekt Ontvangen                        |                                        | Rijksweg, kerk                    | Rijckholt      |                            |            |
| 1882 ?      | Mariabeeld                                          |                                        | Rijksweg, pastorie                | Rijckholt      |                            |            |
|             | (beeld gevel)                                       |                                        | Klompenstraat, school             | Eckelrade      |                            |            |
| 1900        | Sint Jozef (gevelbeeld)                             |                                        | Breusterstraat                    | Eijsden        |                            |            |
|             | Sint Martinus                                       |                                        | Gronsvelder kerkplein, kerk       | Gronsveld      |                            |            |
| 1911        | Heilig Hartbeeld (reliëf)                           |                                        | Rijksweg                          | Margraten      |                            |            |
| 1916        | (beeld gevel melkfabriek)                           |                                        | Dorpsstraat 15                    | Eckelrade      |                            |            |
| 1921        | Heilig Hartbeeld (Gronsveld)                        | Emille Pirotte                         | Gronsvelder Kerkplein, kerk       | Gronsveld      | metaal                     |            |
| 1925        | Heilig Hartbeeld                                    |                                        | Pastoor Brouwerstraat, vóór kerk) | Margraten      |                            |            |
| 1925 ?      | Heilig Hartbeeld                                    |                                        | Pastoor Brouwerstraat, naast kerk | Margraten      |                            |            |
| 1925        | Heilig Hartbeeld (Noorbeek)                         | August Falise                          | Pley                              | Noorbeek       | brons                      |            |
| 1928        | Heilig Hartbeeld (Cadier en Keer)                   | Atelier H. Parentani                   | Kerkstraat, kerkhof               | Cadier en Keer |                            |            |
| 1933        | Heilig Hartbeeld (Scheulder)                        |                                        | Dorpsstraat / Scheuldersteeg      | Scheulder      | Euville kalksteen          |            |
| 1948        | Belgisch monument                                   | Jean Weerts                            | Pater Kustersweg                  | Cadier en Keer | Vaurion (Franse kalksteen) |            |
| 1954        | Christus Koning                                     | Sjef Eijmael                           | Bredeweg / Dalestraat             | Banholt        |                            |            |
|             | Onze-Lieve-Vrouw van Fátima                         |                                        | Bredeweg, kerk                    | Banholt        |                            |            |
| 1956        | Heilig Hartbeeld (Mheer)                            | Sjef Eijmael                           | Dorpsstraat / Duivenstraat        | Mheer          |                            |            |
| 1968        | Warmtebron                                          | Sjef Hutschemakers                     | Burgemeester Beckersweg, school   | Mheer          | polyester                  |            |
| 1969        | Bevrijdingsmonument                                 | Sjef Eijmael / Jef Wanders             | Pley                              | Noorbeek       | brons                      |            |
| 1969 / 2014 | RAF monument                                        | Charles Eyck                           | Burgemeester Beckersweg           | Mheer          | brons                      |            |
| 1970 / 2003 | Bevrijdingsmonument                                 | Frans Cox                              | Bukel / Julianaweg                | Sint Geertruid | brons                      |            |
| 1970 / 1991 | Ten dienste van kerk, school en gezin               | Sjef Eymael                            | Klompenstraat, kerk               | Eckelrade      | brons                      |            |
| 1970        | (reliëf)                                            | Sjef Hutschemakers                     | Dorpsstraat, school               | Oost-Maarland  |                            |            |
| 1971        | De Vogel                                            | Cor van Noorden                        | Sint Jozefstraat                  | Oost-Maarland  | hardsteen                  |            |
| 1977 / 2003 | De Stier                                            | Fons Bemelmans                         | Diepstraat                        | Eijsden        | brons                      |            |
| 1978        | Icarus                                              | Cor van Noorden                        | Bisschop Eraclesplein             | Eijsden        | hardsteen                  |            |
| 1979        | Bijlslag                                            | Cor van Noorden                        | Joseph Partounsstraat             | Eijsden        | hardsteen                  |            |
| 1979        | Stijgend element                                    | Cor van Noorden                        | Joseph Partounsstraat             | Eijsden        | hardsteen                  |            |
| 1980        | Bloesem van het Niets                               | Cor van Noorden                        | Mariaplein / Bat                  | Eijsden        | hardsteen                  |            |
| 1982        | Scherpzinnige steen                                 | Cor van Noorden                        | Kerkplein                         | Mesch          | steen                      |            |
| 1983        | Jonge boerin (Vröwke Sjtaen)                        | Sjef Eijmael                           | Dorpsstraat                       | Mheer          | naamse steen / blauwsteen  |            |
| 1983 / 2000 | De Vogels                                           | Piet Schoenmakers                      | Rijksweg / Groenstraat            | Eijsden        | brons                      |            |
|             | Gezin ?                                             | Pierre Chiracq                         | Onderstraat                       | Noorbeek       | brons                      |            |
| 1986        | Comme un Oiseau                                     | Hans Bartelet                          | In de Molt                        | Margraten      | brons                      |            |
| 1988 ?      | Sjeng Duijsens                                      | Richard Bertels                        | Eindstraat                        | Sint Geertruid |                            |            |
| 1989        | Mannen met Paard                                    | Peter Schuijren                        | Klompenstraat / Dorpsstraat       | Eckelrade      | brons                      |            |
| 1990        | Wenende vrouw                                       | Joseph Kiselewski                      | Amerikaanse begraafplaats         | Margraten      | brons                      |            |
|             | Dansende vrouwen                                    | Ria Erkens                             | Hutweg                            | Mariadorp      | brons                      |            |
| 1991        | D'r schutter                                        | Math Wanders                           | Pastoor Brouwersstraat            | Margraten      |                            |            |
| 1991        | Verbondenheid                                       | Pépé Grégoire                          | Amerikaplein                      | Margraten      | brons                      |            |
| 1992        | De Schutter                                         | Sandra Schoenmakers en Peter Schuijren | Burgemeester Wolfsstraat / Bukel  | Sint Geertruid | brons                      |            |
| 1994        | Brug Caestert                                       | Fons Lemmens                           | Graaf de Geloeslaan               | Eijsden        | metaal                     |            |
| 1994        | Monument voormalige grensovergang                   |                                        | Withuis                           | Eijsden        |                            |            |
| 1995        | Grote Vaas                                          | Désirée Tonnaer                        | Breusterstraat                    | Eijsden        | brons                      |            |
| 1996, 2012  | Muzikantengroep 175 jaar harmonie Mheer (1821-1996) |                                        | Dorpsstraat, kerk                 | Mheer          | koper                      |            |
| 1997        | Zwangere vrouwen                                    | Lo van der Linden                      | Groenstraat / JS.Bachstraat       | Eijsden        | staal                      |            |
| 1999        | 't Kralensnoer                                      | Sandra Schoenmakers                    | Libekerweg                        | Sint Geertruid | brons                      |            |
| 2001        | De Breuk (Monument)                                 | Ria Erckens                            | Vroenhof                          | Eijsden        | brons                      |            |
| 2002        | Het kleine gedicht                                  | Hans Bertelet                          | Laathovenlaan                     | Margraten      | brons                      |            |
| 2003        | Athena                                              | Mathieu Wanders                        | Torenstraat / Vendelstraat        | Cadier en Keer | brons                      |            |
|             | Rustende wandelaar                                  | L. Steiper (ontwerp)                   | Dorpsstraat45                     | Cadier en Keer | brons                      |            |
| 2003        | Cramignon                                           | Vera de Haas                           | Vroenhof                          | Eijsden        | brons                      |            |
| 2003        | Horst                                               | Louis Wierts                           | Boomkensstraat                    | Eijsden        | brons                      |            |
| 2007        | Monument R.F.Gargenes                               | Wil van der Laan                       | Rijksweg                          | Gronsveld      | brons                      |            |
|             | Afrikaanse Mensen                                   |                                        | Kloosterpad                       | Cadier en Keer | serpentijn                 |            |
| 2008        | Geen Begin, Geen Einde                              | Alfred Gilissen                        | Pisartlaan                        | Mariadorp      | hardsteen                  |            |
| 2008        | Sint Brigida                                        | Math Wanders                           | Wesch                             | Noorbeek       | staal                      |            |
| 2010        | (geen naam)                                         | Hans Lemmen                            | Rijksweg / Bemelerweg             | Cadier en Keer |                            |            |
| 2011        | Cramignon Broonkdinsdag                             | Loe Wouters                            | Dorpsstraat                       | Mheer          | brons / natuursteen        |            |
| 2012        | De Sjötter (van Oêsj-Moarend)                       | Chretien Tossings                      | Kasteellaan / Catharinastraat     | Oost-Maarland  | plaatstaal                 |            |
| 2012        | D'r Sjnuffeler                                      | Els Spronck-Vermeeren                  | Rijksweg / Brandwegske            | Rijckholt      | brons                      |            |
| 2012        | Wir sind so fröhlich                                | Ton Slits / Rob van Avesaath           | Julianaweg                        | Sint Geertruid | staal                      |            |
| 2013        | Koningshek                                          | Margot Berkman                         | Eijkerstraat                      | Eijsden        | metaal                     |            |
| 2015        | Onder de blauwe Hemelboom                           | Rob van Avesaath                       | Eijkerstraat / Sprinkstraat       | Margraten      | staal                      |            |
| 2015        | Vrijheidsbeeld                                      | Erik Habets                            | Kramsvogel, school                | Eijsden        | aluminium                  |            |
| 2019        | Schutterij Sint Sebastianus 350 jaar                |                                        | Rijksweg / Kampweg                | Gronsveld      |                            |            |